# Lijst van voetbalinterlands Albanië - Servië
Deze lijst van voetbalinterlands is een overzicht van alle officiële voetbalwedstrijden tussen de nationale teams van Albanië en Servië. De landen speelden tot op heden drie keer tegen elkaar. De eerste ontmoeting, een kwalificatiewedstrijd voor het Europees kampioenschap voetbal 2016, werd gespeeld in Belgrado op 14 oktober 2014. Het laatste duel, een kwalificatiewedstrijd voor het Wereldkampioenschap voetbal 2026, vond plaats op 7 juni 2025 in Tirana.

## Wedstrijden
| № | Plaats   | Datum           | Competitie           | Wedstrijd        | Uitslag |
| - | -------- | --------------- | -------------------- | ---------------- | ------- |
| 1 | Belgrado | 14 oktober 2014 | EK 2016 kwalificatie | Servië – Albanië | 0 – 3   |
| 2 | Elbasan  | 8 oktober 2015  | EK 2016 kwalificatie | Albanië – Servië | 0 – 2   |
| 3 | Tirana   | 7 juni 2025     | WK 2026 kwalificatie | Albanië − Servië | 0 – 0   |

## Samenvatting
| Competitie      | Totaal gespeeld | Winst Albanië | Gelijk | Winst Servië | Doelsaldo Albanië – Servië |
| --------------- | --------------- | ------------- | ------ | ------------ | -------------------------- |
| EK-kwalificatie | 2               | 1             | 0      | 1            | 3 − 2                      |
| WK-kwalificatie | 1               | 0             | 1      | 0            | 0 − 0                      |
| Totaal          | 3               | 1             | 1      | 1            | 3 − 2                      |

Wedstrijden bepaald door strafschoppen worden, in lijn met de FIFA, als een gelijkspel gerekend.